# Chepén (stad)
Chepén is een Peruaanse stad in gelijknamige provincie in de regio La Libertad, gelegen in het noordwesten van het land.